# Saint-Jean-des-Bois
Saint-Jean-des-Bois is een plaats en voormalige gemeente in het Franse departement Orne in de regio Normandië en telt 184 inwoners (2004). De plaats maakt deel uit van het arrondissement Argentan.

## Geschiedenis
Tot 1 januari 2015 was Saint-Jean-des-Bois een zelfstandige gemeente. Op die datum werd het met Beauchêne, Frênes, Larchamp, Saint-Cornier-des-Landes, Tinchebray en Yvrandes samengevoegd tot de fusiegemeente Tinchebray-Bocage.

## Geografie
De oppervlakte van Saint-Jean-des-Bois bedraagt 10,0 km², de bevolkingsdichtheid is 18,4 inwoners per km².
De onderstaande kaart toont de ligging van Saint-Jean-des-Bois met de belangrijkste infrastructuur en aangrenzende gemeenten.

## Demografie
Onderstaande figuur toont het verloop van het inwonertal (bron: INSEE-tellingen).
Beauchêne · Frênes · Larchamp · Saint-Cornier-des-Landes · Saint-Jean-des-Bois · Tinchebray · Yvrandes